# قصبه (فیلم ۱۹۹۷)
قصبه (انگلیسی: Kasaba) فیلمی درام به کارگردانی نوری بیلگه جیلان محصول سال ۱۹۹۷ سینمای ترکیه است که نخستین فیلم بلند او محسوب می‌شود. از بازیگران آن می‌توان به مهمت ایمین توپارک و مظفر اوزدمیر اشاره کرد.
به‌تازگی متن فیلمنامه «قصبه» نوری بیلگه جیلان با ترجمه پئریکا گلیاری و پدرام رمضانی توسط نشر مرکز به چاپ رسیده‌است، که قبل از این نیز فیلمنامه فیلم "اقلیم ها" نشر شوند ترجمه کرده‌اند.